# Гільберто II да Верона
Гільберто II да Верона (італ. Giberto II da Verona; д/н —1278) — триарх центрального Негропонте в 1275—1278 роках.

## Життєпис
Походив з мантуанської гілки роду далле Карчері, відомої як да Верона. Другий син Гульєльмо I, триарха центрального Негропонте, від другої дружини Симони Віллардуен (за іншими відомостями вона була з роду Санудо да Торчелло).
Відомостей про нього обмаль. Між 1273 і 1275 році після загибелі старшого брата Гульєльмо II успадкував владу. В цей час точилася війна з Візантією, війська якої на острові Евбея очолював Лікаріо. Для протистояння останнього об'єднався з Маріно II далле Карчері, триархм північного Негропонте. Втім 1278 року у вирішальній битві триархи зазнали поразки. Подальша їх доля невідома: за більшістю відомостей загинули, або втекли з острова, а потім померли. Влада на Евбеї перейшла до візантійців. Боротьбу продовжили небожі Гільберто II — Грапоццо, Каетано і інший родич Боніфацій.